# نواه ستيوارت
نواه ستيوارت (بالإنجليزية: Noah Stewart)‏ هو مغني أوبرا ومغني أمريكي، ولد في 1978.

## وصلات خارجية
- نواه ستيوارت على موقع ميوزك برينز (الإنجليزية)
- نواه ستيوارت على موقع ديسكوغز (الإنجليزية)